# Nhà Trắng (Moskva)

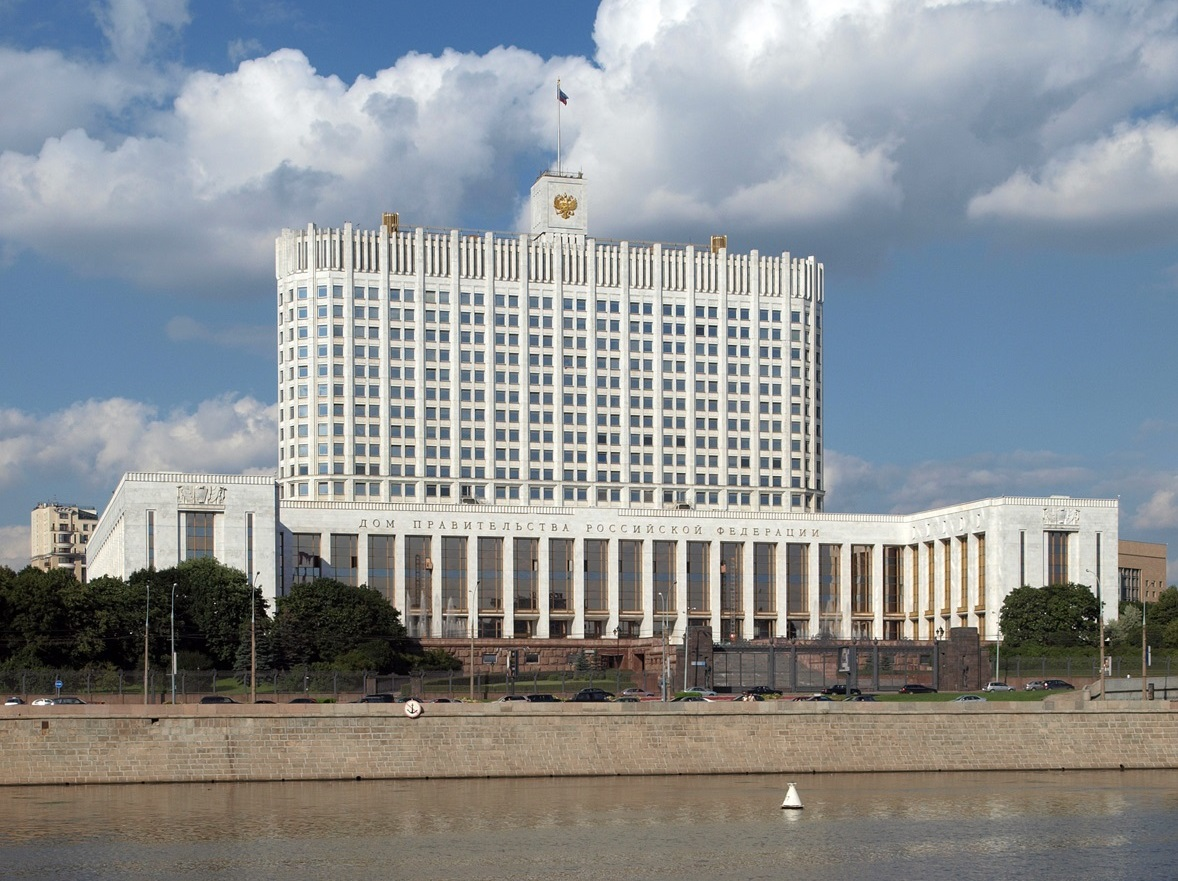
Nhà Trắng (Moskva) năm 2008

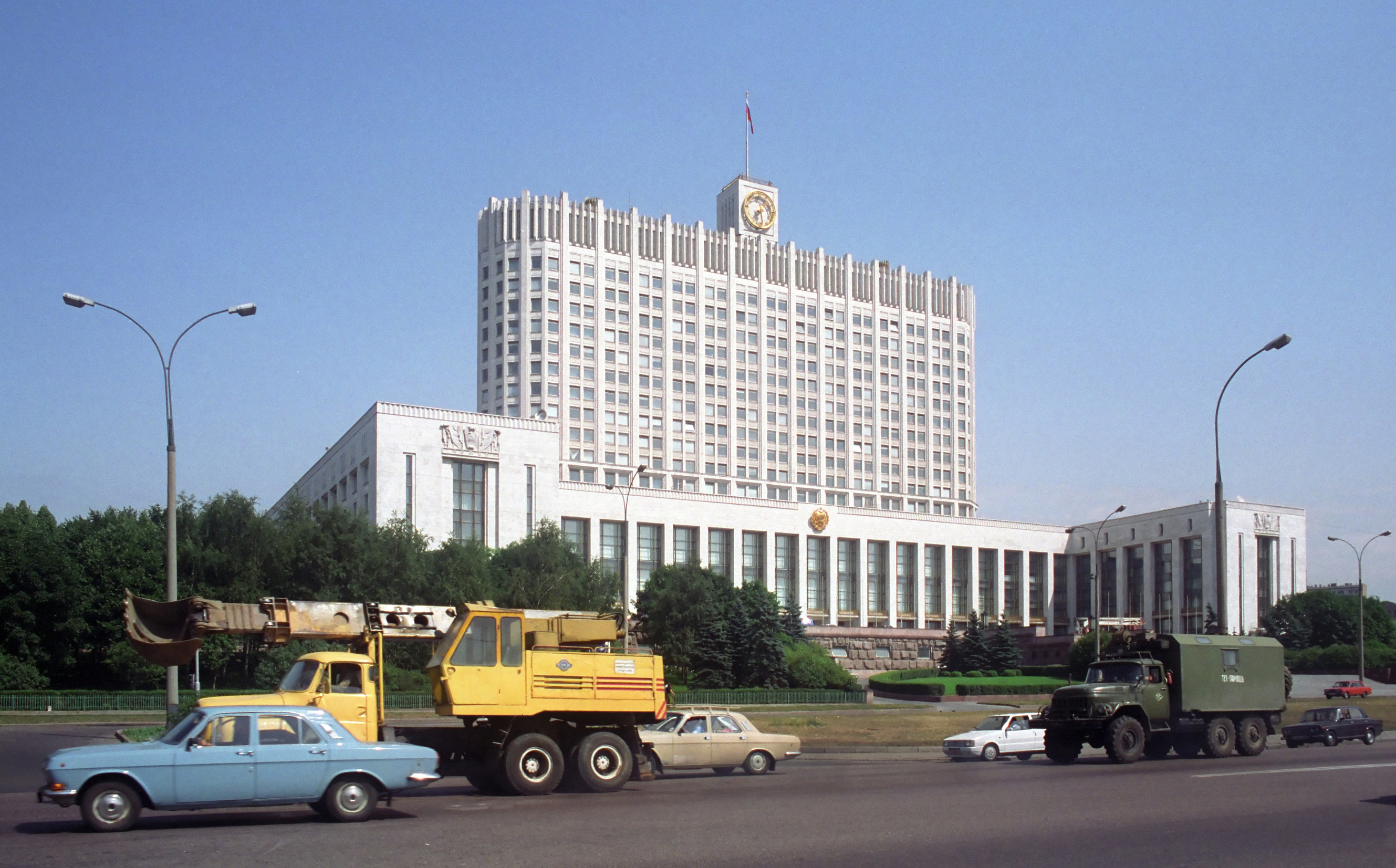
Nhà Trắng (Moskva) năm 1992

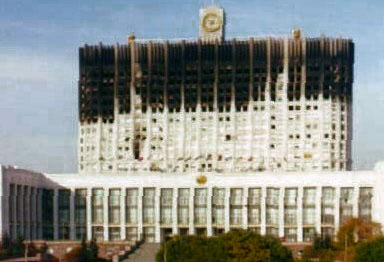
Hỏa hoạn tại Nhà Trắng Nga trong cuộc Khủng hoảng hiến pháp Liên bang Nga năm 1993

Nhà Trắng (tiếng Nga: Белый дом), cũng được gọi là Nhà Trắng Nga, là một tòa nhà chính phủ tại Moskva. Nó được các kiến trúc sư Dmitry Chechulin và P. Shteller thiết kế. Việc xây dựng bắt đầu vào năm 1965 và hoàn thành vào năm 1981. Kiến trúc tổng thể giống với phác thảo năm 1934 của Chechulin cho toà nhà Aeroflot.
Tòa nhà này là nơi làm việc của Đại hội Đại biểu Nhân dân của Liên bang Cộng hòa Xã hội chủ nghĩa Xô viết Nga và Xô viết Tối cao cho tới cuộc khủng hoảng hiến pháp Nga năm 1993, khi một cuộc nổi dậy đã dẫn tới cuộc bao vây và pháo kích vào toà nhà gây ra một vụ hỏa hoạn lớn.
Nghị viện cải tổ, được lấy theo tên thời Nga hoàng là Duma, được bầu năm 1994 đã dời tới một tòa nhà khác ở Okhotny Ryad tại Moskva.
Tòa Nhà Trắng đã được sửa chữa trở thành nơi làm việc của Chính phủ Nga.